# Kate Michaels

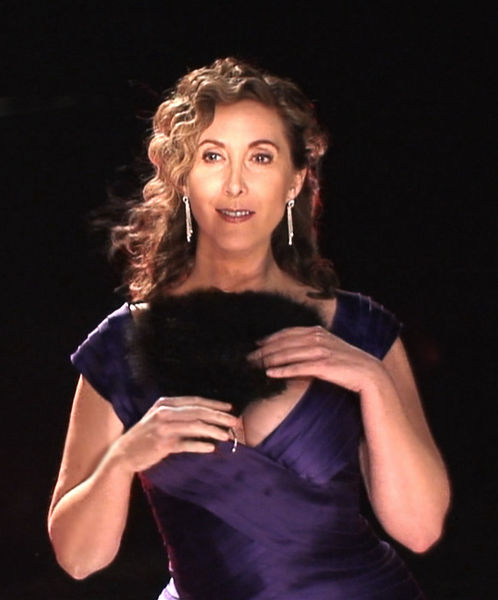
Kate Michaels

Kate Michaels (* 2. Juni 1969 in Butte County, Kalifornien als Kathleen Rebecca Hall) ist eine amerikanische Sängerin und Schauspielerin, spezialisiert für Auftritte in Big Band / Swing und musikalisches Theater.

## Biografie
Kate Michaels kommt aus Yuba City, eine der nördlichsten Städte im zentralen Tal Kaliforniens. Ihre Mutter, Janet Davis Mahan, war eine High-School-Lehrerin aus der Sutter Buttes Region. Sie war Mitglied der Davis Familie, die von John Sutter ein Stück Land zugesprochen bekam, das Bestandteil der ursprünglichen Eingliederung Kaliforniens in die USA war. Ihr Vater, Edward Proper Hall, war ein Zahnarzt. Er ist im Alter von 30 Jahren an Krebs gestorben. Edward war der Urenkel von Edward Proper, der bekannt dafür war, eine Weizensorte entwickelt zu haben, die nun seinen Namen trägt, der Proper Weizen.
Michaels wuchs in einer musikalischen Familie auf. Edward Hall war ein klassischer Klavierspieler, und die gesamte Familie, auch Michaels, sang und spielte verschiedene Instrumente. Ihr Großonkel, Hedley Hall, war ein Variétékünstler und eine lokale Radio-Persönlichkeit. Michaels musikalische Haupteinflüsse waren Folk, Musical, Swing und Jazz. Michaels, die in Kalifornien aufgewachsen ist, hat in Singapur, Österreich und Deutschland gelebt. Heute lebt sie in Basel, in der Schweiz.

## Beruflicher Werdegang
Früh in ihrer Karriere trat Michaels in sowohl Haupt- als auch Nebenrollen für viele Bühnen-, Musical- und Konzertproduktionen in der Region von San Francisco, Sacramento, Napa Valley und Los Angeles auf. Nachdem sie das Irma Cooper Stipendium des Amerikanischen Institut für musikalische Studien in Graz, Österreich, erhielt, zog sie für eine Rolle in der Weltpremiere der deutschen Operette, Himmelrand, mit der Piccola Oper nach Bremen, Deutschland. Kurz darauf stieß Michaels zur Schweizer Originalbesetzung von Andrew Lloyd Webber’s The Phantom of the Opera mit der englischen Produktionsfirma Really Useful Group in Basel, Schweiz.
Im Anschluss daran wirkte Michaels bei der englischen Tournee des poetischen Australisch-Amerikanischen Stückes, Walking the Dog, mit, das von der „Walking the Dog Theater Company“, New York, produziert wurde. Danach wurde ihr erstes Album, Just Marilyn, produziert. Ihr zweites Album, The Best Things in Life, nahm sie gemeinsam mit dem deutschen Jazz-Trio ‚The Read Thread’ auf.
Als Lehrerin und Beraterin gibt Michaels Workshops und Seminare und lehrt an folgenden Instituten:
- University of Berkeley (Verlängerungsprogramm SF),
- St. Mary’s College of California,
- The American Conservatory Theater,
- The New Conservatory Theater,
- Basel Jazz School und Bern Jazz School,
- Zürich Theater und Tanzschule.

Zudem wurden mehrere ihrer Artikel im „Classical Singer Magazine“ und verschiedenen Newslettern veröffentlicht.

## Musikalischer Stil und Projekte
Michaels wird als ‚bezaubernd, charmant und herrlich’ (JJ Murry-Leach, Decca Records) beschrieben und wird allgemein gepriesen für ihr Gesangstalent und ihre gefühlvollen und geistreichen Interpretationen. Just Marilyn konzentriert sich auf Big Band Lieder des Great American  Songbooks, reicht in die Big Band Ära und basiert auf dem Glamour von Marilyn Monroe. Alle von Michaels aufgenommenen Lieder von Just Marilyn wurden von der Filmikone und Legende Marilyn Monroe selbst gesungen.
Als sie in einem Interview gefragt wurde ‚Warum Marilyn?’, antwortete Michaels, dass Marilyn mehr ist als nur ,Happy Birthday, Mister President’, leichte Komödien oder das weiße Kleid. ‚Sie war eine der ersten Frauen, die ihre Karriere selbst kontrolliert und die Studiobosse mit ihren eigenen Mitteln geschlagen hat. Marilyn war nicht eindimensional, aber ich denke, dass sie leider oft so gesehen wurde.’
Die Idee für das Konzept ihres zweiten Albums, The Best Things in Life, entstand, nachdem sie eine Aufnahme von Jo Staffords ‚The Best Things in Life are Free’ gehört hatte. Weil sie an der Arbeit von Jamie Cullum und Stacey Kent interessiert war, trug sie neuere Jazz-Versionen von Standard-Liedern des Great American Songbooks zusammen, ebenfalls mit dem deutschen Jazz-Trio ‚The Red Thread’.

## Aktuelles
Michaels tritt sowohl als Solistin als auch als Mitglied der folgenden Shows auf: Swinging the Marilyn Monroe Songbook, Big Band Sizzle, Gossip, Glitter & Glam, sowie Musicals und Konzerten mit ‚The Red Thread’ und verschiedenen Big Bands. Sie gibt Konzerte in Frankreich, Deutschland, Australien, Spanien, Norwegen, England, Neuseeland und in der Schweiz. Michaels tritt als angekündigter Künstler bei Festivals, Wohltätigkeitsveranstaltungen und Performances auf, die bereits so bekannte Sänger und Künstler wie den deutschen Schlagersänger Roberto Blanco zu Gast hatten.

## Diskografie
- Just Marilyn (2003)
- The Best Things in Life (2007)